# Перовое
Перовое (белор. Перавое) — деревня в Ореховском сельсовете Малоритского района Брестской области Республики Беларусь.

## Происхождение
По преданию селение возникло в начале XIX века из одной курной хаты рабочих по заготовке и сплаву леса по реке Рита, а названо было по имени (или фамилии) Перовой. Первое упоминание в 1813 году.

## Население
- 2019 год — 56 человек
- 2009 год — 94 человек
- 1999 год — 127 человек